# 利特爾維爾 (伊利諾伊州)
利特爾維爾（英語：Lyttleville）是位於美國伊利諾伊州麥克萊恩縣的一個非建制地區。該地的面積和人口皆未知。

## 地理
利特爾維爾的座標為40°19′04″N 88°58′21″W / 40.31778°N 88.97250°W，而該地的平均海拔高度為230米（即755英尺）。